# Соловетска острва
Соловетска острва (рус. Соловецкие острова), или Соловки (рус. Соловки), су архипелаг који се налази у Оњешком заливу Белог мора, Русија. Као административна подела, острва су укључена као Соловецки округ Архангељске области, Русија. У оквиру општинских подела, они су инкорпорирани као Соловецко сеоско насеље у оквиру Приморског општинског округа. Административни центар обе дивизије је насеље Соловецку, које се налази на острву Болшој Соловецки. Скоро сво становништво острва живи у Соловецком. Према попису из 2010. године, округ је имао 861 становника.
Соловецки манастир (основан 1436. године) је 1923. постао место првог Гулага, затвореничког логора Соловки.

## Географија
Архипелаг има укупну површину од 347 квадратних километара (134 квадратних миља) и састоји се од шест острва:
Мапа Абрахама Ортелија из 1570. показује локацију "Салофки".
- Острво Болшој Соловецки, 246 km2 (95 sq mi)
- Острво Анзерски (Анзер), 47 km2 (18 sq mi)
- Болшаја Муксалма, 17 км2 17 km2 (6,6 sq mi)
- Малаја Муксалма 057 km2 (22 sq mi)
- Острво Болшој Зајацки, 125 km2 (48 sq mi)
- Мали Зајацки, 1,02 км2 102 km2 (39 sq mi)

Острва одвајају залив Онега од главног волумена Белог мора. Најближе копно је полуострво Онега.
Обале острва су веома разуђене. Формирани су од гранита и гнајса. Рељеф острва је брдовит (највиша тачка је 107 м). Већина Соловецких острва је прекривена шумама белог бора и норвешке смрче, које су делимично мочварне. Такође ту су и бројна језера, која су монаси спојили тако да формирају мрежу канала.
Једна занимљива карактеристика ових острва су камени лавиринти и друге камене поставке, посебно Камени лавиринти острва Бољшој Зајацки. Такви лавиринти били су типични за северну Европу, али већина је нестала и сада Соловетска острва имају неке од најбољих преосталих примера.

## Манастир
Историјски гледано, острва су била место познатог комплекса руског православног Соловецког манастира. У другој четвртини 15. века основала су га два монаха Кирило-Белозерског манастира. До краја 16. века, опатија је постала један од најбогатијих земљопоседника и најутицајнијих верских центара у Русији.
Постојеће упориште и његове главне цркве подигнуте су у камену током ране владавине Ивана Грозног по налогу светог Филипа Московског. На почетку раскола Руске Цркве, монаси су се чврсто држали вере својих отаца и протерали царске представнике са Соловки, што је убрзало осмогодишњу опсаду острва од стране снага цара Алексија.
Током царског периода руске историје, манастир је био познат као јака тврђава која је одбијала стране нападе током Ливонског рата (16. век), Смутног времена (17. век), Кримског рата (19. век) и Руског грађанског рата (20. век).
Године 1974. Соловетска острва су проглашена за историјски и архитектонски музеј и „Резерват природе” Совјетског Савеза. Године 1992. уписане су на Листу светске баштине „као изванредан пример монашког насеља у негостољубивом окружењу северне Европе које на диван начин илуструје веру, упорност и предузетност каснијих средњовековних верских заједница“. Данас се Соловки сматрају једним од главних туристичких магнета у орбити руског севера.

## Радни логор
После Октобарске револуције, острва су постала позната као место првог совјетског заробљеничког логора (гулага). Логор је званично отворен 1921. године, док је Владимир Лењин још био на челу Совјетске Русије, а затворен је 1939. године, уочи Другог светског рата. До почетка рата постојао је камп за обуку поморских кадета за совјетску Северну флоту.

## Транспорт
Острва опслужује аеродром Соловки. Постоји редовна ваздушна линија до Архангељска, као и трајектне линије (само у летњем периоду) за Архангелск, Кем и Беломорск.